# Cregduff Lough SAC
Cregduff Lough SAC este o arie protejată (arie specială de conservare — SAC, sit de importanță comunitară — SCI) din Irlanda întinsă pe o suprafață de 71,84 ha, integral pe uscat.

## Localizare
Centrul sitului Cregduff Lough SAC este situat la coordonatele 53°23′13″N 9°55′35″W / 53.386821°N 9.926446°V.

## Înființare
Situl Cregduff Lough SAC a fost declarat sit de importanță comunitară în mai 1998 pentru a proteja 1 specie de plante. Situl a fost protejat și ca arie specială de conservare în iunie 2017.

## Biodiversitate
Situată în ecoregiunea atlantică, aria protejată conține 1 habitat natural: Mlaștini turboase de tranziție și turbării mișcătoare.
La baza desemnării sitului se află o specie protejată de  plante: Najas flexilis.
Pe lângă speciile protejate, pe teritoriul sitului au mai fost identificate 1 specie de plante.